# Hortobágy EuroCity
A Hortobágy EuroCity (Ukrajnában gyorsvonat) egy a MÁV, az ÖBB és az UZ által közlekedtetett EuroCity vonat (vonatszám: EC 140/149), amely Záhony (közvetlen kocsikkal Kijev) és Wien Hauptbahnhof között, Budapest-Keleti pályaudvar érintésével közlekedik. Naponta egy-egy pár közlekedik.

## Története

### Belföldi vonatként
A Hortobágy elnevezés a legrégebbi még közlekedő magyarországi vonatneveknek egyike. A vonat korai formája a Budapest-Nyugati – Debrecen – Nyíregyháza között közlekedő belföldi feláras vonatot jelentette, általában délelőtti indulással, kora délutáni érkezéssel. Az első Hortobágy az 1991-es június 2-i menetrendváltástól (még az InterCity szolgáltatás megkezdése előtt) expresszvonatként közlekedett. A Hortobágy InterCity 1992. szeptember 27-én közlekedett elsőként. A vonatban – belföldi járat lévén – a MÁV által kiállított belföldi kocsik futottak. Érdekesség, hogy a vonat igen hosszú ideig 606-os számmal közlekedett Budapest és Nyíregyháza között. Több évben is megtörtént, hogy a Hortobágy főváros felé tartó (605-ös számú) párja nem szerepelt a menetrendben.

### Nemzetközi vonatként
2014 decemberében a vonat jelentős átszervezésére került sor. A járatot (a lengyel PKP-IC Bécsben majdnem egy napig tétlenül veszteglő kocsijainak felhasználásával) EuroCityvé bővítették, útvonalát pedig Budapesten keresztül Bécsig hosszabbították meg. A vasúttársaság egy akkor szokatlan megoldással, a budapesti nagy fejpályaudvarokat megkerülve Kőbánya-Kispest – Kelenföld útirányon át, mozdonycsere és irányváltás nélkül közlekedtette a vonatot.
A vonatban futó kocsik elsősorban a lengyel szolgáltatótól, a PKP-IC-től származtak, de a nyári időszakban a magyar és az osztrák vasút kerékpárszállító kocsijai is megjelentek. 2015 decemberétől a vonat már Budapest-Keleti pályaudvaron keresztül közlekedett, kelet-magyarországi végállomása pedig Nyíregyháza lett. A Hortobágy EC útvonala a 2017-es menetrendváltástól kezdve hosszabbodott meg Záhonyig, ekkortól kezdve fut a vonatban a közvetlen Bécs–Kijev kapcsolatot jelentő ukrán hálókocsi is. (Az ukrán vasút a régi szovjet hálókocsik bevetésével kezdte meg a szolgáltatást, ezeket idővel új építésű korszerű hálókocsikra tervezik lecserélni.) A 2012-ben leállított étkezőkocsi 2019. szeptember 1-jén tért vissza a Hortobágyba.
| Menetrendi időszak | Vonatszám    | Végállomás (Kelet-Magyarország) | Budapesti áthaladás módja                                   | Végállomás (Ausztria) | A vonatban futó kocsik kiállítója                                                             |
| ------------------ | ------------ | ------------------------------- | ----------------------------------------------------------- | --------------------- | --------------------------------------------------------------------------------------------- |
| 2014–2015          | EC142; EC143 | Debrecen                        | Kőbánya-Kispest – Ferencváros – Kelenföld                   | Wien Westbahnhof      | PL-PKPIC (személykocsik); H-START (kerékpáros kocsi nyári időszakban)                         |
| 2015–2016          | EC140; EC147 | Nyíregyháza                     | 120a vasútvonal – Budapest-Keleti – Ferencváros – Kelenföld | Wien Hauptbahnhof     | PL-PKPIC (személykocsik); H-START (kerékpáros kocsi nyári időszakban)                         |
| 2016–2017          | EC140; EC147 | Nyíregyháza                     | 120a vasútvonal – Budapest-Keleti – Ferencváros – Kelenföld | Wien Hauptbahnhof     | PL-PKPIC (személykocsik)                                                                      |
| 2017–2018          | EC140; EC147 | Záhony                          | 120a vasútvonal – Budapest-Keleti – Ferencváros – Kelenföld | Wien Hauptbahnhof     | SK-ŽSSK (személykocsik) UA-UZ (Kijev-Bécs közvetlen hálókocsi)                                |
| 2018–2019          | EC140; EC147 | Záhony                          | 120a vasútvonal – Budapest-Keleti – Ferencváros – Kelenföld | Wien Hauptbahnhof     | H-START és A-ÖBB (személykocsik) H-START (étkezőkocsi) UA-UZ (Kijev-Bécs közvetlen hálókocsi) |
| 2019–2020          | EC140; EC147 | Záhony                          | 120a vasútvonal – Budapest-Keleti – Budapest-Kelenföld      | Wien Hauptbahnhof     | H-START (személy- és étkezőkocsik) UA-UZ (Kijev-Bécs közvetlen hálókocsi)                     |
| 2020–2021          | EC140; EC149 | Záhony                          | 120a vasútvonal – Budapest-Keleti – Budapest-Kelenföld      | Wien Hauptbahnhof     | H-START (személy- és étkezőkocsik) UA-UZ (Kijev-Bécs közvetlen hálókocsi)                     |

## Napjainkban
A vonatot a Magyar Államvasutak, vagy az ÖBB kétáramnemű villamosmozdonyai vontatják Budapesttől Bécsig, így elkerülhető a magyar-osztrák határon a mozdonycsere.
A kiállított ülőkocsik valamennyien alkalmasak a 200 km/h sebességre, klimatizáltak. Az elsőosztályú kocsik magyar Apmz, az étkezőkocsi magyar WRRmz, a másodosztályú kocsik magyar Bmz és Bpmz típusúak. A szerelvény két ukrán hálókocsit is továbbít, amik Kijevig közlekednek.
A 2020-as koronavírus-járvány miatt ideiglenesen csak Budapest és Bécs között közlekedett. 2021. június 1-jétől a vonat újra Záhonyig közlekedik.
2023. december 10-étől a vonat Ebes, Kaba, Fegyvernek-Örményes és Szajol állomásokon nem áll meg.

## Megállóhelyei
| Megállóhelyek                         |
| ------------------------------------- |
| 1. Чоп (Csap)                         |
| 2. Záhony                             |
| 3. Kisvárda                           |
| 4. Demecser                           |
| 5. Nyíregyháza                        |
| 6. Debrecen                           |
| 7. Hajdúszoboszló                     |
| 8. Püspökladány                       |
| 9. Karcag (csak Bécs felé)            |
| 10. Kisújszállás (csak Bécs felé)     |
| 11. Törökszentmiklós (csak Bécs felé) |
| 12. Szolnok                           |
| 13. Budapest-Keleti                   |
| 14. Budapest-Kelenföld                |
| 15. Tatabánya                         |
| 16. Győr                              |
| 17. Mosonmagyaróvár                   |
| 18. Hegyeshalom                       |
| 19. Wien Hauptbahnhof (Bécs)          |